# Lausanne-Flon (métro de Lausanne)
Lausanne-Flon est une station de métro des lignes M1 et M2 du métro de Lausanne, située place de l'Europe dans le quartier Centre, plus précisément dans le secteur du Flon, à Lausanne, capitale du canton de Vaud. Elle dessert notamment la gare de Lausanne-Flon.
Elle est mise en service en 1877 pour recevoir la ligne Lausanne-Ouchy puis est agrandie en 1991 pour la ligne M1 et en 2008 elle est partiellement reconstruite pour la ligne M2. La partie M2, l'interface entre le M1 et la gare de Lausanne-Flon ont été réalisés par les architectes Bernard Tschumi, Luca Merlini et Emmanuel Ventura.
C'est une station, équipée d'ascenseurs, qui est accessible aux personnes à mobilité réduite.

## Situation sur le réseau
Établie en souterrain à 473 mètres d'altitude, la station Lausanne-Flon est établie au point kilométrique (PK) 0,000 de la ligne M1 du métro de Lausanne, avant la station Vigie (direction Renens-Gare) et au point kilométrique (PK) 1,495 de la ligne M2 du métro de Lausanne, entre les stations de Lausanne-Gare (direction Ouchy-Olympique) et Riponne-Maurice Béjart (direction Croisettes).

## Histoire

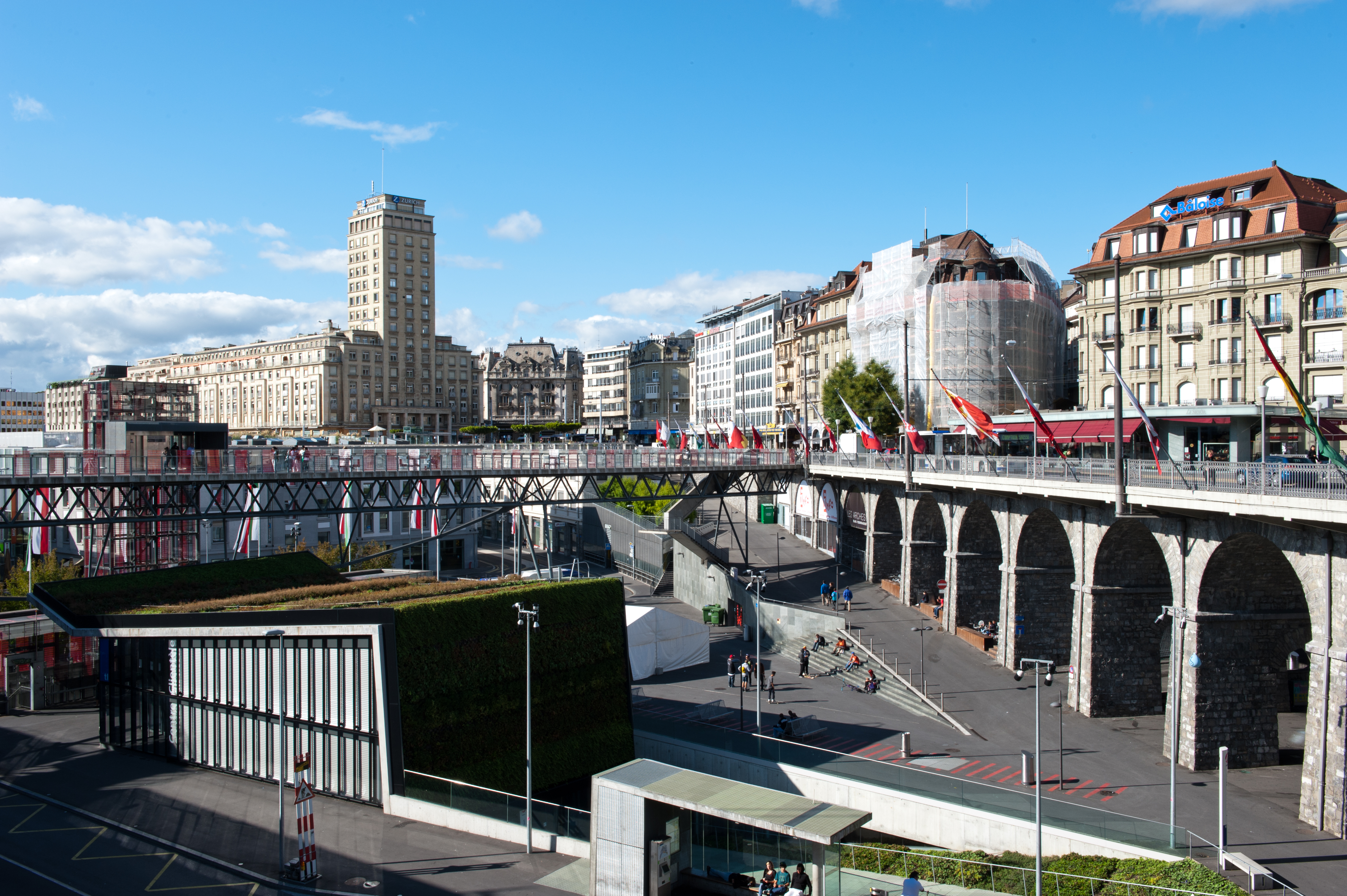
Lausanne-Flon est située au cœur de Lausanne. Au fond, la tour de Bel-Air, le plus haut immeuble de la ville.

L'histoire de la station de métro est imbriquée avec celle de la gare de Lausanne-Flon. L'historique présenté dans cet article se concentre essentiellement sur la station de métro. Pour le LEB et l'ancienne gare de marchandises, se référer à l'article de la gare.
Après avoir reçu sa concession en 1871, la compagnie du Lausanne-Ouchy (abr. L-O) ayant pour but de réaliser une ligne reliant la commune libre d'Ouchy au centre-ville, entame les travaux dès 1874. Le terminus nord de la ligne se situe dans le quartier du Flon récemment au cœur de l'industrialisation de la ville. La station est inaugurée le 16 mars 1877 avec la mise en service de la ligne de funiculaire Ouchy − Lausanne-Flon. Deux ans plus tard, en 1879 la seconde ligne du L-O, Lausanne-Gare − Lausanne-Flon, est aussi inaugurée et mise en service. Jusqu'en 1979, le LO exploita une gare marchandises, reliée à la gare de Lausanne-Sébeillon,.
En 1986, sous le nom des Tramways du Sud-Ouest Lausannois (abr. TSOL), les Transports publics de la région lausannoise obtiennent une concession pour exploiter une ligne reliant la gare du Flon à celle de Renens. Les travaux débutent en 1988 et le 2 juin 1991 la ligne est inaugurée. Désormais deux lignes différentes, un chemin de fer à crémaillère et un métro léger, aboutissent au Flon et la station devient vite un nœud ferroviaire pour le trafic voyageurs. En effet, le TSOL, actuel métro M1, dessert l'université de Lausanne ainsi que l'École Polytechnique Fédérale de Lausanne, ce qui implique une forte importante densité de voyageurs en provenance de la gare CFF de Lausanne qui transitent par le Flon.
Le 28 mai 2000, la position centrale de la station est renforcée par la mise en service de la gare de Lausanne-Flon, nouveau terminus de la ligne du LEB, en lieu et place de l'ancienne Gare de Lausanne-Chauderon.
Le 22 janvier 2006, le L-O vit sa dernière course. La ligne est démontée pour faire place au futur métro M2. Achevée en 2008, l'inauguration de la ligne du M2 a lieu le 18 septembre de cette année. La dernière partie de la gare du Flon est dévoilée au public. L'exploitation régulière débutera le 27 octobre de la même année. Depuis cette ouverture à la seconde ligne de métro, la gare voit transiter quotidiennement 80 000 voyageurs. La nouvelle station est réalisée par les architectes Bernard Tschumi, Luca Merlini et Emmanuel Ventura (M + V), qui avaient déjà réalisé la gare du LEB et son interface avec la ligne M1.
En 2012, elle était la deuxième station la plus fréquentée de la ligne M2, avec 5,441 millions de voyageurs, derrière Lausanne-Gare.

## Service des voyageurs

### Accès et accueil
La station, entièrement couverte et sur deux niveaux, est accessible par plusieurs escaliers et ascenseurs depuis la place de l'Europe, contrairement à la gare du LEB, elle n'offre pas de salles d'attente fermées. Ces accès donnent sur les quais, immédiatement connectés à la gare du LEB pour ceux de la ligne M2. 
Dans sa forme actuelle, la station est divisée en deux grandes parties distinctes ainsi qu'une partie centrale qui leur permettent de communiquer entre elles ainsi qu'à la gare de Lausanne-Flon du LEB. Chacune donne accès à une ligne de transport et chacune a ses propres numéros de voies. Ce qui fait que les deux voies du métro M1 sont numérotées Voie 1 et Voie 2, tout comme celles du métro M2 — et comme pour la gare de Lausanne-Flon —. Ainsi, pour des déplacements dans la station ainsi que la gare par exemple, il faut toujours préciser la ligne en plus de la voie pour indiquer correctement le lieu où se rendre.
Pour la ligne M1, dont elle est le terminus, la station comporte deux quais et deux voies. En 2008, la station du M1 est rénovée, son rafraîchissement s'inscrit dans le cadre de mise en valeur du quartier du Flon.
Pour la ligne M2, la station comporte un quai et une voie par sens de circulation, équipés de portes palières. L'accès aux voies est complètement fermé depuis les quais par des portes automatiques qui ne s'ouvrent que lorsqu'un métro est arrêté à la gare. Plusieurs automates à billets des TL sont implantés de façon éparse dans la station.
Les TL ont aussi centralisé leur service à la clientèle dans la partie M2 de la station. En effet, on trouve les guichets de vente à l'étage supérieur, au-dessus des voies du M2.
Quelques commerces sont implantés dans la station. Il y a notamment une animalerie et un bar tous deux accessibles depuis les quais du M1. Dans l'enceinte centrale du complexe formé par la station et la gare de Lausanne-Flon se trouve une pharmacie ainsi qu'un kiosque à journaux jumelé avec une petite épicerie.

Les stations du M1 et du m2
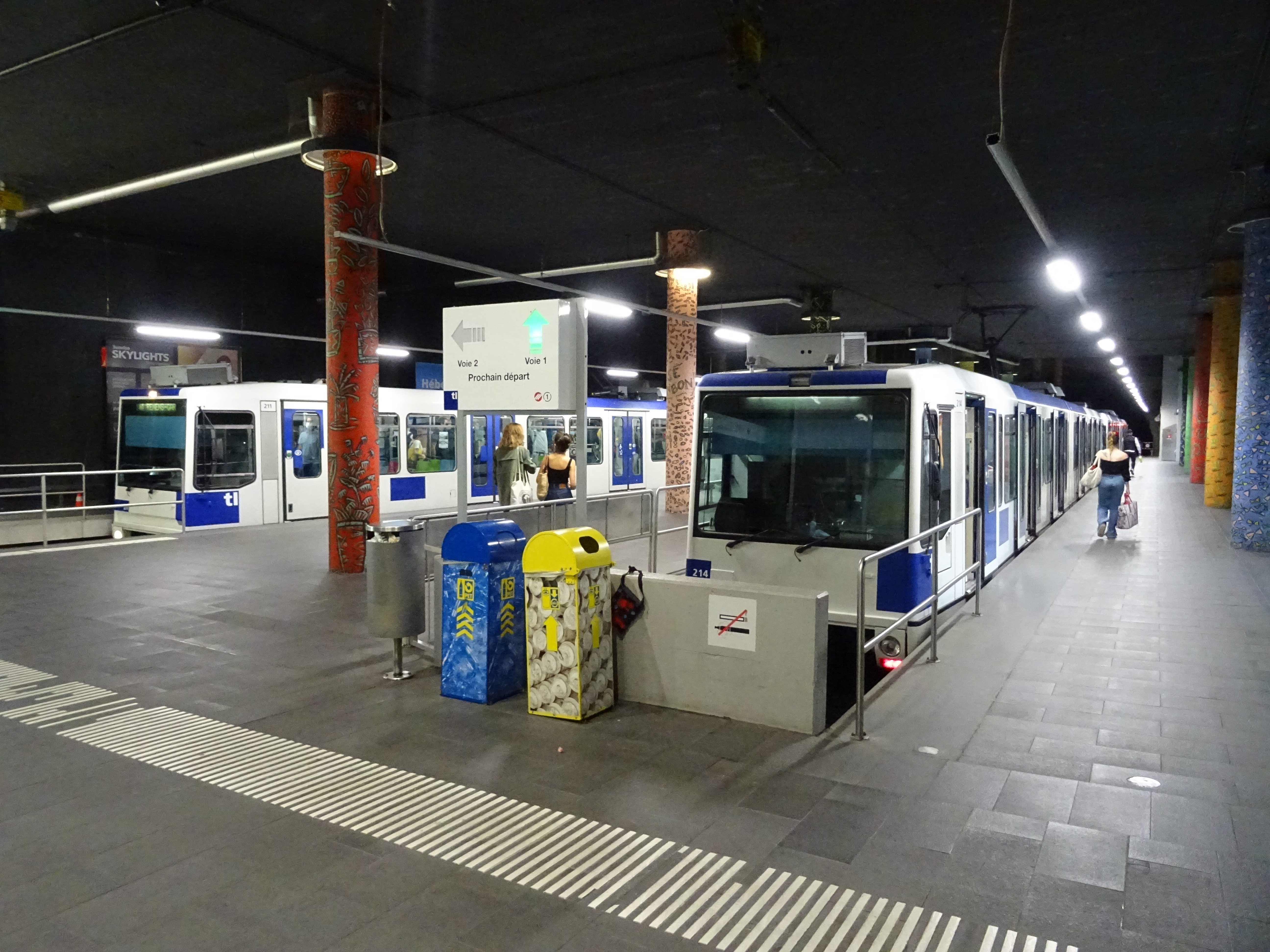
Composition du M1 avec automotrices Bem 4/6 558 209-3 et 558 202-8 en voie 1 prête au départ.
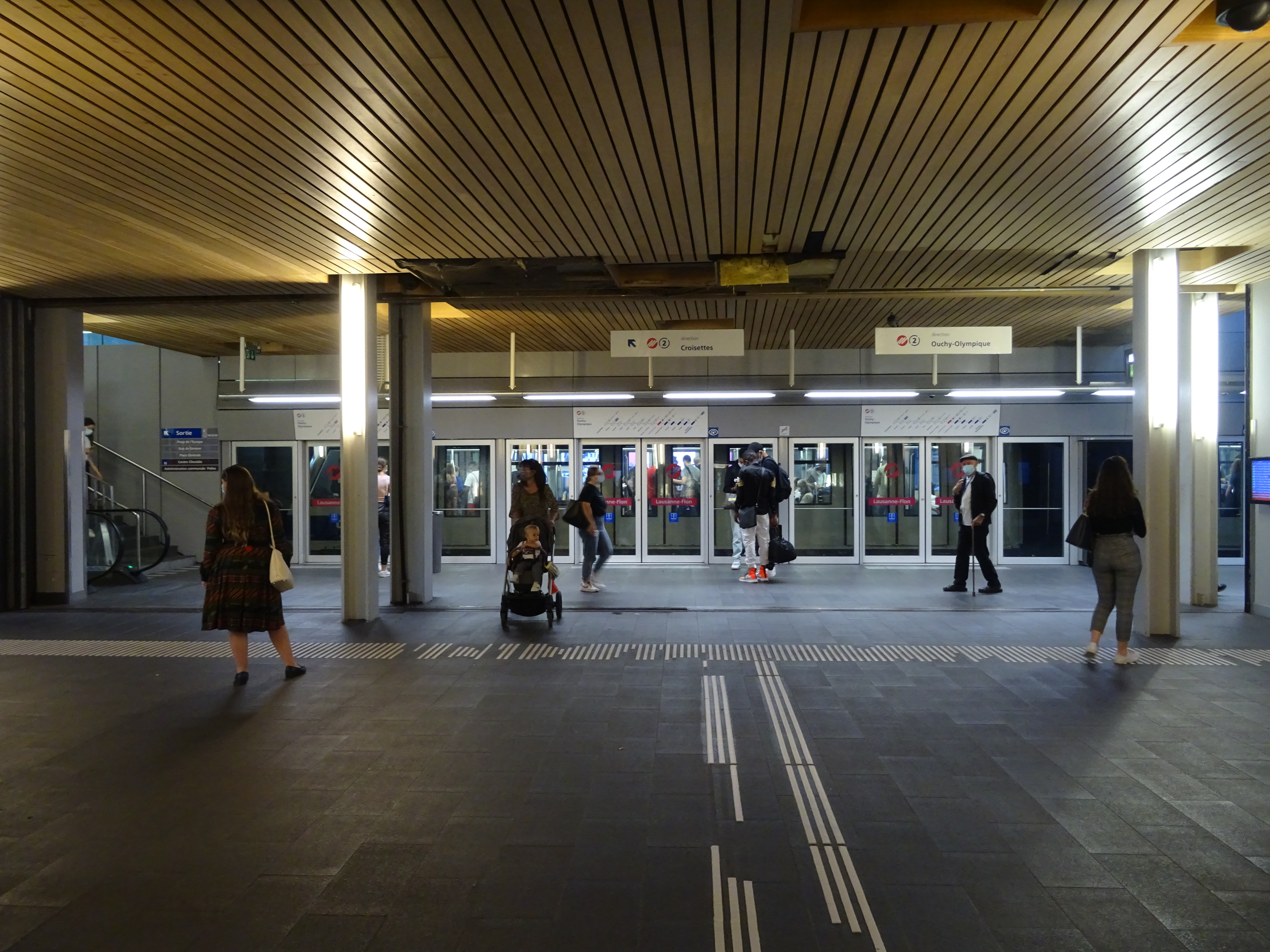
Espace d'attente du M2 en direction d'Ouchy-Olympique.

### Desserte
La station Lausanne-Flon est desservie tous les jours de la semaine, les deux lignes la desservant fonctionnant de 5 h 15 à 0 h 45 du matin (1 h du matin les vendredis et samedis soir) environ, par l'ensemble des circulations qui parcourent les lignes M1 et M2 en intégralité ou de Lausanne-Gare à Sallaz uniquement pour le M2. Les fréquences varient, pour la ligne M1, entre 5 et 15 minutes et pour la ligne M2, entre 2,5 et 7,5 minutes selon le jour de la semaine,,. La station est fermée en dehors des heures de service des lignes.

### Intermodalité
Des correspondances sont possibles avec les trains de la ligne Lausanne - Bercher (LEB) à son terminus, la gare de Lausanne-Flon. Elle est desservie par à distance à l'arrêt Montbenon par la ligne de bus 13 de la même compagnie.

## Projet
Une nouvelle ligne s'ajoutera à cette station d'ici 2026 : la future ligne T1 du nouveau tramway, en surface sur la place de l'Europe, renforçant le rôle de la station en tant que point central du réseau de transport lausannois.